# حب نبيل

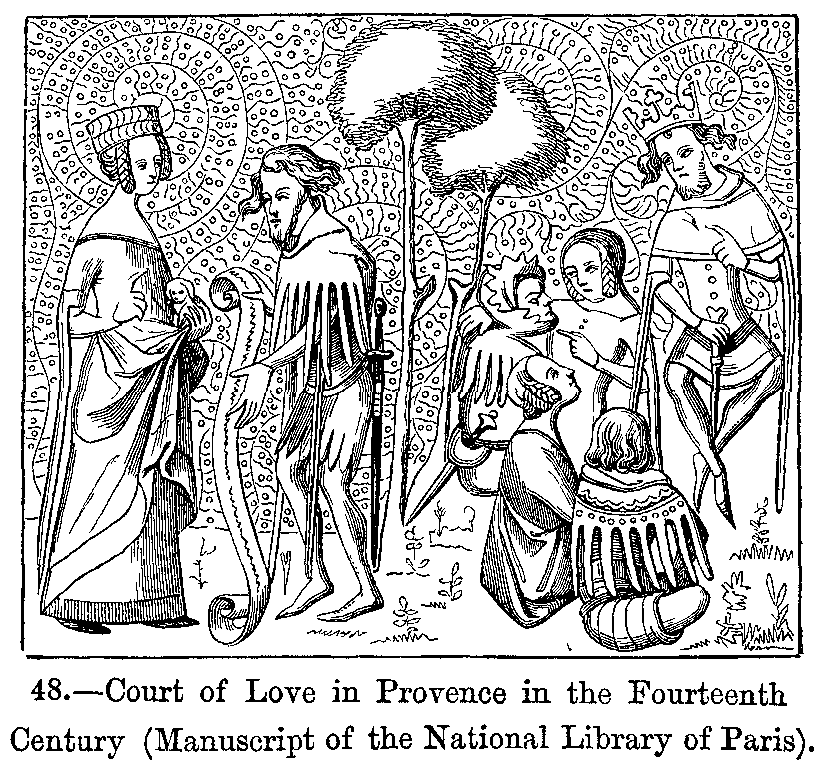

الحب النبيل أو الرفيع أو البلاطي أو الحب أو الحب الكورتوازي أو هوى الفتوة (بالفرنسية: amour courtois) مفهومٌ أدبيٌ للحب في القرون الوسطى في أوروبا يركز على خُلقي النُبل والمروءة. تحفل الأعمال الأدبية في العصور الوسطى بقصص عن فرسان يغامرون ويؤدون أعمالًا أو خدمات متنوعة لسيدات بسبب «حبهم النبيل». كان هذا النوع من الحب في الأصل نوعًا من أنواع الأدب الخيالي الذي أُلِّف لتسلية النبلاء، ولكن -بمرور الوقت- تغير هذا المفهوم واجتذب عددًا أكبر من الناس. تطورت «لعبة الحب» في العصور الوسطى المزدهرة  حول هذه المفاهيم باعتبارها مجموعة من الممارسات الاجتماعية. اعتُبرت «المحبة النبيلة» ممارسة تعزز من ثراء وتجمل الفرد.
ظهر الحب النبيل في نهاية القرن الحادي عشر في البلاطات الدوقية والأميرية، مثل: أقطانية، وبروفانس، وشامبانيا، ودوقية بورغونيا، ومملكة صقلية النورماندية. إن الحب النبيل -في جوهره- تجربة تتراوح بين الرغبة الجنسية والتواصل الروحي، «حب مُحرَّم ولكنه رفيع أخلاقيًا، عاطفي ولكنه منضبط، مُذل ومُمَجِد، بشري ومتسامي في آنٍ واحد».
بدأ مصطلح «حب نبيل» في الانتشار في الأوساط الشعبية على يد غاستون باريس ليصير منذ ذلك الحين خاضعًا لعدد كبير من التعريفات والاستخدامات.

## أصل المصطلح
رغم أنه من غير المعروف على وجه الدقة ماهية أصل المصطلح، إلا أن مصطلح الحب الكورتوازي «الحب النبيل» حظي بشعبية أكبر من جانب غاستون باريس عندما استخدمه في مقالته المنشورة عام 1883 «دراسات على روايات المائدة المستديرة: لانسلوت دو لاك، والثاني: قصة العربة»، وأيضًا عندما استخدمه كريتيان دي تروا في قصيدته «لانسلوت، فارس العربة». قال باريس أن الحب النبيل كان حب لدرجة العبادة ونوعًا من أنواع الانضباط بالنسبة للنبلاء. يقبل العاشق (لدرجة العبودية) استقلال عشيقته محاولًا أن يصيِّر نفسه جديرًا بها عن طريق التصرف بشجاعة ومروءة (نُبل) والقيام بأي أمر قد ترغب فيه، معرّضًا نفسه لسلسلة من الاختبارات (الِمحن) ليبرهن لها حماسه والتزامه. قال باريس إنه ربما لا يكون الإشباع الجنسي هدفًا لذلك ولا حتى نتيجة يُوصل إليها في النهاية، وفي نفس الوقت أيضًا لم يكن هذا الحب أفلاطونيًا تمامًا، إذ كان قائمًا على الانجذاب الجنسي.
سرعان ما قوبل واعتُمد مصطلح باريس وتعريفه على نطاق واسع. في عام 1936 كتب سي. إس. لويس كتابًا بعنوان «أُمْثُولَة الحب» معززًا الحب النبيل باعتباره «حبًا من نوع خاص جدًا، قد يتسم بوجود: التواضع، والنُبل، والزنا، ودين الحب».
في وقت لاحق، انتقد مؤرخون مثل: د. دبليو. روبرتسون جونيور في ستينيات القرن العشرين، وجون سي. مور وإي تالبوت دونالدسون في سبعينيات القرن ذاته هذا المصطلح بحجة أنه اختراع حديث، إذ يدعوه دونالدسون «أسطورة الحب النبيل» لأنه غير موجود في نصوص القرون الوسطى. رغم أن مصطلح «الحب النبيل» يظهر فقط في قصيدة شعرية بروفنسالية وحيدة (قصيدة الحب النبيل للشاعر بيير دالفرنه والتي تعود لأواخر القرن الثاني عشر) إلا أنه يرتبط ارتباطًا وثيقًا بمصطلح «الحب اللطيف» الذي كثيرًا ما يتجلى في اللغتين البروفنسالية والفرنسية، وكذلك المصطلح الألماني المُترجم إلى هوهي مينَّا «الحب السامي». بالإضافة إلى ذلك، يشيع في القرون الوسطى استخدام مصطلحات وعبارات أخرى بنفس معنى «النُبل» و«الحب». على الرغم من أن باريس استخدم مصطلحًا غير مدعوم في الأدب المعاصر، إلا أنه لم يكن لفظًا مستحدثًا، بل كان يصف بشكل مجدي مفهوم معين من الحب مُركزًا على جوهوه وهو النُبل.
يقول ريتشارد تراكسلر: «يرتبط مفهوم الأدب النبيل بفكرة وجود نصوص نبيلة، نصوص يعدها ويقرأها رجال ونساء يشتركون جميعًا في نوع ما من الثقافة الدقيقة». يرى أن العديد من النصوص التي يدعي العلماء أنها «نبيلة» تتضمن نصوصًا «غير نبيلة»، ويجادل بأنه لا توجد طريقة واضحة لتحديد «أين ينتهي النُبل وأين يُبدأ بعكسه»؛ لأن القراء سيتمتعون بقراءة نصوص كان من المفترض أن تكون نبيلة تمامًا، دون أن يدركوا أنهم يقرأون نصوص غير نبيلة أيضًا. يمثل هذا الأمر مشكلة جلية في فهم النُبل.

## التاريخ
نشأت ممارسة الحب النبيل في أربعة بلاطات ملكية تحكم مناطق: أقطانية، وبروفانس، وشامبانيا، ودوقية بورغونيا في وقت قريب من فترة الحملة الصليبية الأولى (1099). جلبت إليانور آكيتاين مُثُل الحب النبيل من أقطانية إلى بلاط فرنسا أولًا.

## التحليل
يختلف التحليل التاريخي للحب النبيل فيما بين المدارس المختلفة للمؤرخين. إن هذا النوع من التاريخ الذي ينظر إلى القرون الوسطى المبكرة التي تهيمن عليها ثيوقراطية أبوية ومتزمتة جنسيًا، ينظر إلى الحب النبيل كرد فعل «إنساني» على آراء الكنيسة الكاثوليكية. إن العلماء الذين يؤيدون وجهة النظر هذه يجلّون الحب النبيل إعلاءً للأنوثة كقوة سامية روحية أخلاقية، بعكس الشوفينية الصارمة للطبقتين الأولى والثانية. يرى هؤلاء العلماء أن تحريم الكنيسة للحب النبيل في بداية القرن الثالث عشر باعتباره نوعًا من الهرطقة، كان محاولة منها لإخماد هذا «العصيان الجنسي».
لكن يلاحظ علماء آخرين ارتباط الحب النبيل بشكل أكيد بالجهود التي بذلتها الكنيسة لإضفاء الطابع الحضاري على القوانين الإقطاعية الجرمانية الفجة في أواخر القرن الحادي عشر. أُشير أيضًا إلى أن انتشار الزواج المدبر يتطلب وسائل أخرى للتعبير عن حالات الحب الرومانسي بشكل شخصي أكثر، وبالتالي لم يكن ذلك ردًا على حكم الكنيسة أو نظامها الأبوي بل على عادات الزواج في العصر الذي نشأ فيه الحب النبيل. يوجد في العالم الثقافي الجرماني شكل خاص من الحب النبيل، يُسمى مينَّا «السامي».
في بعض الأحيان، يمكن لامرأة أن تصير أميرة بعيدة المنال، وكانت تُروى بعض الحكايات عن رجال وقعوا في حب نساء لم يشاهدوهن قط، بمجرد سماعهم بوصف الكمال الذي بلغنه، ولكنها لم تكن في أغلب الأوقات بعيدة كل هذا البعد. بعد أن أصبحت آداب الحب النبيل أكثر تعقيدًا، قد يرتدي الفارس ألوان زوجته: فحين يكون الأزرق أو الأسود أحيانًا لونا الأمانة، يكون الأخضر علامة على الخيانة. فالخلاص -الذي كان في السابق بين يدي الكهنوت- جاء الآن عن طريق سيدة. في بعض الحالات، كانت هناك أيضًا نساء تعبرن عن نفس المشاعر تجاه الرجال.

## الاتفاق الأدبي
يمكن العثور على اتفاق أدبي تجاه الحب النبيل عند معظم المؤلفين الرئيسيين في العصور الوسطى، مثل: جيفري تشوسر، وجون غوير، ودانتي أليغييري، وماري دي فرانس، وكريتيان دي تروا، وغوتفرايد فون ستراسبورغ، وتوماس مالوري. من بين الأنواع الفنية في العصور الوسطى التي يمكن فيها العثور على الحب النبيل: الشعر الغنائي، والرومانسية، والأدب التمثيلي.

### الشعر الغنائي
وُلد الحب النبيل من رحم الشعر الغنائي، الذي ظهر لأول مرة مع شعراء البروفنسالية في القرن الحادي عشر، بما في ذلك المنشدون المتجولون والمبدعون، مثل: التروبادور، والفرق الموسيقية الفرنسية، ومؤلفي الأناشيد. غالبًا ما كانت تُنشد نصوص الحب النبيل على موسيقى الفرق الموسيقية أو المنشدين. وفقًا للعالِمة أرديس باترفيلد، الحب هو «الهواء الذي تتنفسه أنواع كثيرة من أغاني التروبادور». لا يُعرف الكثير عن كيفية تأليف هذه النصوص وتوقيت تأليفها وأين ولمن حدث ذلك، ولكن يمكننا أن نستنتج أن تلك النصوص أُلفت في البلاطات الدوقية عن طريق المنشدين المتجولين أو المبدعين أو النبلاء أنفسهم.